# 연쇄상구균과
연쇄상구균과 (Streptococcaceae)는 유산균목에 속하는 그람양성 세균과의 하나이다.

## 하위 속
- 유산구균속 (Lactococcus)
- 락토붐속 (Lactovum)
- 연쇄구균속 (Streptococcus)